# Лю Цзюньчэнь
Лю́ Цзюньчэ́нь (упрощ. кит. 刘俊臣; род. — май, 1963 года) — китайский доктор юридических наук, политический деятель. Секретарь партийного комитета, заместитель генерального секретаря Постоянного комитета Всекитайского собрания народных представителей, член Постоянного комитета.
Член Центрального комитета КПК 20-го созыва.

## Биография
Родился Лю Цзюньчэнь в мае 1963 года в городском округе Чжумадяне провинции Хэнань в Китае.
Представитель народа хань.

### Образование
По окончании средней школы поступил на юридический факультет Чжэнчжоуского университета — в XXI веке вуз стал крупнейшим по количеству студентов в Китайской Народной Республике. В 1983 году выпустился оттуда, получив степень бакалавра права.
Затем переехал в Чанчунь, где поступил в магистратуру гражданского права в Цзилиньский университет. Успешно окончил магистратуру в 1986 году.
Продолжил обучение в Китайском народном университете (Университет Жэньминь). По окончании там аспирантуры в 2002 году защитил научную работу, став доктором гражданского и коммерческого права.
В мае 1985 года Лю Цзюньчэнь вступил в Коммунистическую партию Китая. В период с марта 2005 года по январь 2006 года проходил обучение на подготовительных курсах в Центральной партийной школе КПК.

### Профессиональный путь
По окончании магистратуры гражданского права в Цзилиньском университете в 1986 года был принят на работу в Национальное управление промышленности и торговли — агентство при Государственном совете Китайской Народной Республики. Должность, на которую взяли молодого специалиста — сотрудник отдела экономических контрактов.
Спустя пять лет, в июне 1991 года, стал заместителем главного репортёра в отделе хозяйственного подряда. В декабре 1994 года Лю Цзюньчэнь был переведён на должность заместителя начальника в Департамент регистрации предприятий. В апреле 1995 года сам стал начальником отдела.
В 2000 году был назначен на должность заместителя директора департамента добросовестной торговли.
В августе 2004 года был назначен начальником управления по частному хозяйственному надзору. В период с 2007 по 2008 гг. параллельно был заместителем главы министра труда и заместителем генерального директора строительной корпорации Truong Giang Three Gorges (в дальнейшем переименована в «China Three Gorges Group»). Затем вернулся к задачам руководителя отдела надзора и управления по обороту продовольствия.
В ноябре 2010 года был переведён работать в автономный район Китая — Внутреннюю Монголию, где проработал два года. После этого вернулся в Главное управление промышленности и торговли, был членом партийного комитета, а в мае 2013 года была назначен на пост заместителя руководителя. Параллельно занимал должность секретаря партийного комитета, заместителя директора Национального ведомства интеллектуальной собственности, директора отдела товарных знаков Главного департамента. К 2018 году Управление было расформировано, а часть его функций была передана новому агентству — Главному управлению по надзору за национальным рынком. Тогда, спустя 30 лет службы в Управлении, закончил там работать и Лю Цзюньчэнь.
В 2013 году, будучи во Внутренней Монголии, был избран делегатом Всекитайского собрания народных представителей 12-го созыва, затем был переизбран на 13-й срок в 2018 году. 26 октября 2018 года на шестой сессии Постоянного народного собрания комитета Всекитайского собрания народных представителей, был избран членом Постоянного комитета и назначен заместителем председателя комитета по правовой работе Постоянного комитета Всекитайского собрания народных представителей.
17 октября 2020 года он был назначен заместителем генерального секретаря Постоянного комитета. В последующем назначался на должности заместителя секретаря партийного комитета Секретариата, секретаря партийного комитета, чиновника министерского уровня. В конце 2022 года Лю Цзюньчэнь участвовал в ХХ съезде КПК в составе делегации центральных партийных и государственных органов. В ходе избирательного процесса на съезде был избран членом 20-го Центрального комитета Коммунистической партии Китая.